# Commodore 65
Commodore 65 (poznat kao C64DX) bio je prototip računala čiji je glavni dizajner bio Fred Bowen. Ovaj prototip stvoren je u Commodore Business Machines (CBM) (dio tvtke Commodore International) između 1990. – 91. Projekt je otkazao tadašnji glavni odgovorni direktor (CEO) Irving Gould.

Nakon bankrota Commodorea 1994, oko 200 prototipova je izašlo u javnost prodavani od strane američkih tvrtki Grapevine Group i Software Hut.

Procesor je 8 bitni CSG 4510 ("Victor", nazvan po dizajneru Victoru Andrade) radi na 3.54 MHz,
sadrži 128 kb RAM-a (proširivo na 8 Mb), poboljšani BASIC (v10), integrirani 3,5 floppy (1581), dual SID čipovi za stereo zvuk 8580 R5, CSG 4567 (VIC-III) video čip ("Bill", nazvan po dizajneru Billu Gardei) koji podržava standardne C64 modove (40x25, 320x200) plus 80x25 text (s blinkanjem, bold i podcrtanim tekstom), pravu bitplane grafiku: VGA 320x200x256 (iz palete 4096 boja), 640x200x256, 640x400x16, 1280x200x16, 1280x400x4 (Navodno podržava IFF Amige OCS).

C65 je kompatibilan s C64 slično kao i C128, unosom komande GO64 prebacuje se na C64 mod, ali za razliku od C128 koji je imao praktički C64 u sebi, C65 ga emulira softverski.

Od prototipova koji su izašli na tržište pojavljuju se do 5 revizija matične ploče. Rev. 3,4,5 na sebi sadrže procesor 4510R5 koji nije pin kompatibilan s prijašnjim revizijama procesora (R3 i R4).

Nažalost, rijetki C65 su funkcionalni i niti jedan nije dovršen (manje više svi imaju različite firmware u raznim stadijima verzija), a oni koji su funkcionalni dosežu basnoslovne cifre i smatraju se ekskluzivnim kolekcionarskim kompjuterom.